# Schloss Vault-de-Lugny

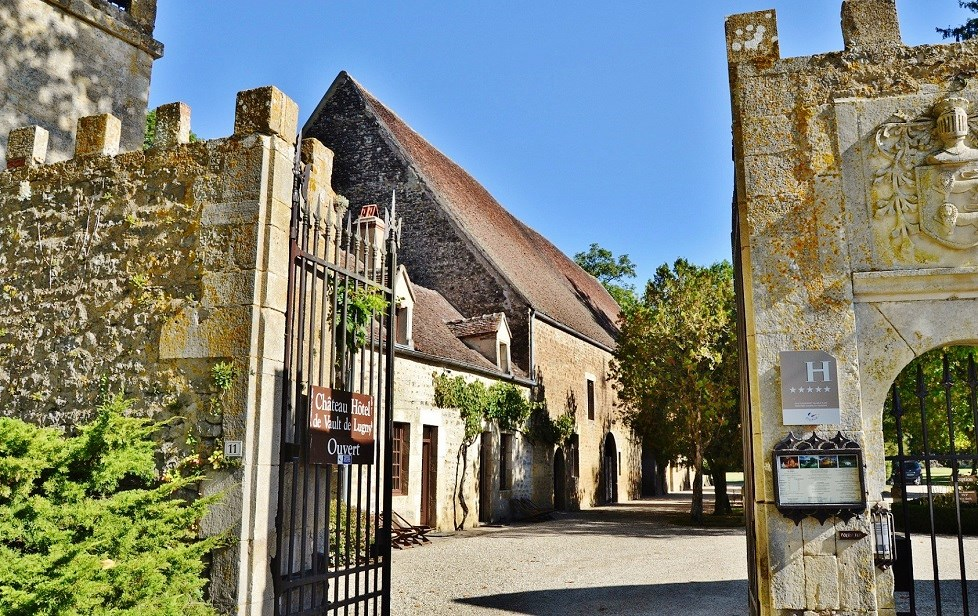
Schloss Vault-de-Lugny

Das Schloss Vault-de-Lugny ist ein Wasserschloss im Süden der französischen Gemeinde Vault-de-Lugny etwa 3,5 Kilometer westlich von Avallon in der Region Burgund.

## Geschichte
Archäologische Forschungen haben ergeben, dass der Standort des heutigen Schlosses bereits von den Galliern besiedelt wurde. Die Wurzeln der heutigen Anlage reichen jedoch nur bis in das Jahr 1120 zurück.
An einer Furt des Flusses Cousin errichtete die Familie Jocelin d’Arcy während des 13. Jahrhunderts eine erste, einfache Wehranlage, die auf der einen Seite durch den Fluss geschützt und auf den anderen Seiten durch breite und tiefe Wassergräben umgeben war. Zusätzlichen Schutz bot eine Ringmauer, die in Teilen auch heute noch das Schlossareal umgibt.
Die Burg kam um 1300 an die Familie de Toucy, die bis in die Mitte des 15. Jahrhunderts Besitzerin blieb. Sie errichtete den mehrgeschossigen Wohnturm, der heute noch existiert. Die damalige Anlage wurde während des Hundertjährigen Krieges fast vollständig zerstört. 1446 kam die Seigneurie samt der Burg durch Kauf an Guy de Jaucourt, dessen Familie während des 16. Jahrhunderts die heutige Schlossanlage errichten ließ.
Mit dem Absolutismus kam der Niedergang der Burg als Verteidigungsanlage und Kontrollposten im Morvan. Fortan diente sie als schlossähnliche Sommerresidenz lokaler Adelsgeschlechter. Teile der Mauern wurden niedergelegt und an ihrem Standort ein 15 Hektar umfassender Landschaftsgarten mit heute altem Baumbestand angelegt.
Nach der Französischen Revolution verfiel die Anlage zusehends. Der ehemalige Donjon steht seit März 1971 als Monument historique unter Denkmalschutz.
Seit 1986 ist nach aufwändiger Restaurierung ein luxuriöses Hotel im Schloss untergebracht, das sich im Verband der französischen Gruppe „Châteaux & Hôtels de France“ befindet.